# Karlik średni
Karlik średni, karlik pustynny, karlik Kuhla, karlik białoobrzeżony (Pipistrellus kuhlii) – gatunek ssaka z podrodziny mroczków (Vespertilioninae) w obrębie rodziny mroczkowatych (Vespertilionidae).

## Taksonomia
Gatunek po raz pierwszy zgodnie z zasadami nazewnictwa binominalnego opisał w 1817 roku niemiecki przyrodnik Heinrich Kuhl nadając mu nazwę Vespertilio kuhlii. Holotyp pochodził z Triestu, we Włoszech.
Populacje P. kuhlii z Wysp Kanaryjskich są wstępnie włączone do P. hesperidus. Chociaż P. maderensis jest obecnie uważany za odrębny gatunek, analizy oparte na danych genetycznych wykazały, że jest on zakorzeniony w P. kuhlii, co sugeruje, że albo P. maderensis najlepiej zaliczyć do P. kuhlii, albo P. kuhlii reprezentuje wiele gatunków. Relacje filogenetyczne wymagają więcej badań. Autorzy Illustrated Checklist of the Mammals of the World rozpoznają cztery podgatunki. Podstawowe dane taksonomiczne podgatunków (oprócz nominatywnego) przedstawia poniższa tabelka:
| Podgatunek       | Oryginalna nazwa              | Autor i rok opisu      | Miejsce typowe                    |
| ---------------- | ----------------------------- | ---------------------- | --------------------------------- |
| P. k. ikhwanius  | Pipistrellus kuhlii ikhwanius | Cheesman & Hinton, 192 | Al-Hufuf, Hasa, Arabia Saudyjska. |
| P. k. lepidus    | Pipistrellus lepidus          | Blyth, 1845            | Kandahar, Afganistan.             |
| P. k. marginatus | Vespertilio marginatus        | Cretzschmar, 1830      | Synaj i Nubia, Sudan.             |

### Etymologia
- Pipistrellus: wł. pipistrello, vispitrello (zdrobnienie od vespertilio) „nietoperz”[27].
- kuhlii: dr Heinrich Kuhl (1797–1821), niemiecki przyrodnik[28].
- ikhwanius: Ikhwan, bracia muzułmańscy zjednoczeni więzami wspólnego członkostwa w sekcie wahabitów w środkowej Arabii[20].
- lepidus: łac. lepidus „czarujący, elegant”, od lepos, leporis „czar, urok”[29].
- marginatus: łac. marginatus „graniczny”, od marginare „rozszerzać się, powiększać”, od margo, marginis „granica, krawędź”[30].

## Zasięg występowania
Karlik średni występuje w Eurazji i Afryce zamieszkując w zależności od podgatunku:
- P. kuhlii kuhlii – środkowa i południowa Europa, od północnej Francji i Półwyspu Iberyjskiego na wschód do Półwyspu Bałkańskiego, ograniczająca się na północy do południowych Niemiec, południowych Czech, Austrii i Słowacji; także duże wyspy śródziemnomorskie.
- P. kuhlii ikhwanius – wschodnia Azja w Syrii, Libanie, Izraelu, Jordanii, Iraku, Iranie i Półwyspie Arabskim.
- P. kuhlii lepidus – południowa Polska, skrajnie wschodnia Słowacja, Rumunia, Ukraina, zachodnia Rosja, zachodni Kazachstan, Kaukaz, Azja Mniejsza, Uzbekistan, Turkmenistan, Afganistan, Pakistan i Indie.
- P. kuhlii marginatus – północna Afryka od Maroka na wschód do Egiptu.

## Morfologia
Długość ciała (bez ogona) 40–55 mm, długość ogona 30–45 mm, długość ucha 12–13 mm, długość tylnej stopy 6–8 mm, długość przedramienia 30,3–37,4 mm; masa ciała 5–10 g. Wzór zębowy: I {\displaystyle {\tfrac {2}{3}}} C {\displaystyle {\tfrac {1}{1}}} P {\displaystyle {\tfrac {2}{2}}} M {\displaystyle {\tfrac {3}{3}}} = 34. Kariotyp wynosi 2n = 44, FNa = 50 i FN = 54.

## Ochrona
W Polsce jest objęty ścisłą ochroną gatunkową oraz wymagający ochrony czynnej, dodatkowo obowiązuje zakaz fotografowania, filmowania lub obserwacji, mogących powodować płoszenie lub niepokojenie.